# Alexander Aigner
Alexander Aigner (23 de febrero de 1999) es un deportista alemán que compite en remo. Su hermano Maximilian compite en el mismo deporte.
Ganó una medalla de oro en el Campeonato Europeo de Remo de 2025, en la prueba de dos sin timonel ligero.

## Palmarés internacional
| Campeonato Europeo | Campeonato Europeo | Campeonato Europeo | Campeonato Europeo     |
| Año                | Lugar              | Medalla            | Prueba                 |
| ------------------ | ------------------ | ------------------ | ---------------------- |
| 2025               | Plovdiv (Bulgaria) | Medalla de oro     | Dos sin timonel ligero |